# Павлово (Новосибирская область)
Па́влово — село в Венгеровском районе Новосибирской области России. Административный центр Павловского сельсовета.

## География
Площадь села — 40 гектаров.

## Население
| 2002 | 2007 | 2010 | 2012 | 2013 | 2014 | 2015 |
| ---- | ---- | ---- | ---- | ---- | ---- | ---- |
| 439  | ↘420 | ↘415 | ↘413 | ↘407 | ↗419 | ↘416 |
| 2016 | 2017 | 2018 | 2019 | 2020 | 2021 |      |
| ↗423 | ↘415 | ↗420 | ↘411 | ↘398 | ↘391 |      |

## Инфраструктура
В селе по данным на 2007 год функционируют 1 учреждение здравоохранения, 2 образовательных учреждения.